# Georgie Denbrough
George, "Georgie" Elmer Denbrough è un personaggio immaginario creato da  Stephen King per il romanzo It del 1986. Georgie è il fratello minore di Bill Denbrough (tra i protagonisti della storia); viene ucciso all'inizio del libro da It, il quale assume le fattezze del clown Pennywise per adescarlo verso un tombino e strappargli un braccio. La morte di Georgie è il fattore che motiva Bill a creare il Club dei Perdenti per affrontare e sconfiggere la creatura. Nonostante la storia si apra proprio con il suo omicidio, Georgie è una figura ricorrente nel libro, principalmente utilizzato da It per schernire e minacciare Bill.

## Biografia
George, soprannominato "Georgie" dai familiari, nacque a Derry il 18 settembre 1951 (1953 nella miniserie e 1981 nei film) da Zach e Sharon Denbrough; è il fratello minore di Bill Denbrough. Nonostante quest'ultimo spesso lo prenda in giro e il fatto che litighino spesso, i due sono legati da un forte rapporto, tanto che Georgie considera Bill il suo migliore amico.
In una notte di ottobre del 1957 (1960 nella miniserie e 1988 nei film), quando Georgie ha sei anni, durante un forte temporale Bill gli fabbrica una barchetta di carta con cui può andare a giocare fuori, non potendolo accompagnare in quanto reduce da un raffreddore. Mentre Georgie fa navigare la barca lungo le strade allagate, l'oggetto cade in un tombino; quando il bambino cerca di recuperarla si imbatte in un misterioso pagliaccio che si identifica come Pennywise il Clown Danzante, che lo ammalia e si offre di restituirgli il giocattolo, salvo poi rivelare la sua mostruosa natura e strappargli un braccio, causandone la morte istantanea per dissanguamento e shock.
La morte di Georgie segna profondamente la sua famiglia: Zach e Sharon, distrutti dal dolore, iniziano a comportarsi freddamente nei confronti di Bill, il quale cade preda dei sensi di colpa ritenendosi responsabile dell'uccisione di Georgie per avergli costruito la barca e non averlo accompagnato. It si manifesta per la prima volta a Bill mentre sfoglia un album di fotografie del fratello: una foto di Georgie gli fa l'occhiolino, poi inizia a sanguinare copiosamente. Per il resto del romanzo It sfrutta ripetutamente la figura di Georgie nel tentativo di demotivare e spaventare Bill; quest'ultimo decide di vendicare la morte del fratello e di tutti gli altri bambini uccisi, fondando il Club dei Perdenti con cui combattere la creatura, riuscendo anche a superare il lutto e riconoscendo di non avere colpa per il destino di Georgie.

## Altre apparizioni
- Nella miniserie del 1990 Georgie è interpretato da Tony Dakota. Nonostante la fedeltà al romanzo, l'uccisione di Georgie non viene mostrata direttamente[2].
- Nei film del 2017 e del 2019, Georgie è interpretato da Jackson Robert Scott; in questa versione It, dopo aver strappato un braccio a Georgie, lo trascina con sé nelle fogne mentre è ancora vivo[3] (come fa con tutte le sue vittime, che sono identificate come "scomparse" piuttosto che morti accertati). Nel corso del primo film Bill è convinto che il fratello possa essere ancora vivo e solo alla fine accetta la sua morte. Nel corso di entrambi i film Pennywise usa numerose volte delle manifestazioni di Georgie (o si trasforma in lui) per influenzare psicologicamente il leader dei Perdenti. Il giovane attore è stato tra i pochi bambini sul set a non essere spaventato dall'attore Bill Skarsgård truccato da Pennywise e ha stretto un rapporto di amicizia con lui. La performance di Scott è stata acclamata da fan e critici[4][5][6].
- Nel 2020 è stato prodotto un cortometraggio chiamato Georgie che mostra uno scenario alternativo in cui un Georgie adulto viene fatto rivivere tramite dei disegni; ciò si rivela però un'altra manifestazione di Pennywise. Tony Dakota riprende il suo ruolo dalla miniserie del 1990, dando l'unica rappresentazione di Georgie da adulto[7][8][9][10][11][12].

## Controversie
La rappresentazione violenta della morte di Georgie nel film di It ha diviso la critica: molti spettatori hanno giudicato troppo inquietante ed esplicita la scena, che mostra il bambino essere privato brutalmente di un braccio e cercare di strisciare via sanguinante prima di essere trascinato nelle fogne da Pennywise, mentre la maggior parte delle persone l'hanno ritenuta necessaria per mostrare fin dall'inizio il pericolo rappresentato da It.

## Analisi
Il "fantasma" di Georgie è una figura che compare in tutte le versioni della storia; rappresenta il senso di colpa di Bill (paragonabile a una sindrome del sopravvissuto) e, nel film del 2019, si manifesta anche come disturbo da stress post-traumatico, quando il Bill adulto cerca inutilmente di salvare un altro bambino dalla sorte di Georgie. L'adescamento e l'uccisione di Georgie è anche considerato da molti critici come un esempio di casi analoghi della realtà di rapimento di minori.

## Nella cultura popolare
Il personaggio di Georgie è diventato una figura iconica nella cultura dell'horror, inconfondibile con l'abbigliamento che indossa al momento della sua morte (l'impermeabile giallo e la barchetta di carta "SS Georgie"). Si tratta di un caso quasi unico nella cultura pop, in quanto Georgie ha la peculiarità di non essere un mostro o un cattivo di un film horror, ma una vittima la cui immagine viene successivamente manipolata dal cattivo della storia, ovvero Pennywise.
Il personaggio viene menzionato numerose volte dalla banda metalcore Ice Nine Kills nella canzone IT is the end (ispirata all'adattamento cinematografico del 2017); la scena in cui Georgie viene adescato da Pennywise nella miniserie è diventata oggetto di diversi meme su Internet.
Georgie viene menzionato da Richie Tozier e Beverly Marsh nel romanzo 22/11/63, quando il protagonista viaggia a Derry diversi mesi dopo la prima sconfitta di It.